# 银河战士Prime
《银河战士Prime》（官方译为）是由Retro Studios开发，任天堂发行于任天堂GameCube游戏机的游戏。游戏于2002年11月在北美发行，翌年在日本和欧洲发行。《银河战士Prime》是银河战士系列的第五部主要游戏，也是首部采用3D的游戏。因为探索优先于战斗，任天堂称游戏为第一人称冒险游戏而非第一人称射击游戏。任天堂在北美版发售同日发行了Game Boy Advance《银河战士 融合》，标志着系列在《超级银河战士》（1994）沉寂8年后再次回归。
《银河战士Prime》是Prime三章故事的第一部分，设定于初代《银河战士》和《银河战士II 萨姆斯的回归》之间。如同系列前作，《银河战士Prime》是用科幻设定，玩家操作赏金猎人萨姆斯·阿兰。故事讲述萨姆斯和太空海盗以及他们在星球Tallon IV的战斗。
游戏由德克萨斯奥斯汀的Retro员工和日本任天堂的雇员合作，任天堂制作人宫本茂也参与游戏，他在2000年参观Retro总部后建议了这个项目。虽然游戏第一人称视角最初遭到强烈反对，但游戏获得普遍好评和商业成功，仅北美就售出百万以上。游戏获得数项年度游戏奖，并被许多评论和玩家视为史上最伟大的电子游戏之一，是Metacritic上汇总得分最高的游戏之一。2009年，Wii强化版游戏在日本独立销售，在国际则收录于《银河战士Prime：三部曲》。

## 复刻版
2023年2月9日在任天堂Switch上推出高畫質重製版，采用新的游戏引擎和重制高清化的画面，支援繁簡中文，遊戲正式命名為《密特羅德 究極 複刻版》。